# Agrotis orthosioides
Agrotis orthosioides là một loài bướm đêm trong họ Noctuidae.